# Sara R. Farris
Sara R. Farris enseigne la sociologie à la Goldsmiths, Université de Londres,. Elle est connue pour avoir conceptualisé la notion de « fémonationalisme », forme abrégée de « nationalisme féministe et fémocratique ».
Selon Farris, le fémonationalisme désigne simultanément l’instrumentalisation des thèmes féministes par les nationalistes et néolibéraux lors de campagnes anti-islam et anti-immigration, renforcées au nom de l'égalité des genres, et la participation de figures féministes et fémocrates à la stigmatisation des hommes musulmans,.
Outre sont intérêt concernant les mouvements féministes et le racisme, Farris s'intéresse également au marxisme. Farris affirme que le rôle des femmes dans l'économie ne favorise pas leur émancipation. Et elle estime que les fémocrates poussent les femmes musulmanes et non occidentales à s'émanciper, mais en les orientant vers des métiers peu rémunérateurs et précaires, comme gardienne ou aide à domicile, alors que le mouvement féministe cherche à les en libérer.
Farris codirige le programme de doctorat au département de sociologie de Goldsmiths et préside le comité antiraciste de cette dernière.

## Ouvrages
- (en) Sara R. Farris, In the Name of Women′s Rights : The Rise of Femonationalism [« Au nom des droits des femmes : la montée du fémonationalisme »], Durham and London, Duke University Press, 2017 (ISBN 9780822369745, présentation en ligne)
- (en) Sara R. Farris, Max Weber’s Theory of Personality : Individuation, Politics and Orientalism in the Sociology of Religion [« La théorie de la personnalité de Max Weber : individuation, politiques et orientalisme dans la sociologie de la religion »], Leiden, Brill, 2013 (ISBN 9789004254091, présentation en ligne)

### Traduit en français
- Sara R. Farris, Au nom des femmes : « Fémonationalisme »: les instrumentalisations racistes du féminisme, Paris, Editions Syllepse, 2021 (ISBN 978-2-84950-963-0, présentation en ligne)